# Искровское муниципальное образование
Искровское сельское поселение — упразднённое муниципальное образование в составе Александрово-Гайского района Саратовской области.
Административный центр — село Канавка. На территории поселения находятся 13 населённых пунктов — 1 село, 11 хуторов, 1 посёлок.
Законом Саратовской области от 24 февраля 2016 года № 21-ЗСО, 20 марта 2016 года, были преобразованы, путём их объединения, Александрово-Гайское, Варфоломеевское, Искровское, Камышковское, Новостепновское и Приузенское муниципальные образования — в Александрово-Гайское муниципальное образование, наделённое статусом сельского поселения, с административным центром в селе Александров Гай.

## Населённые пункты
- село Канавка — административный центр;
- хутор Бабошкин;
- хутор Бурдин;
- хутор Доращивание;
- хутор Жданов;
- хутор Копанистый;
- хутор Кругляков[2];
- хутор Кушуков;
- хутор Ляляев;
- хутор Монахов;
- хутор Морозов;
- хутор Утиный;
- посёлок Поливное;